# Línguas ryukyuanas meridionais
As Línguas Ryukyuanas Meridionais (Minami Ryūkyū gogun) fazem parte de um dos dois ramos das línguas ryukyuanas. São faladas nas ilhas Sakishima, na Prefeitura de Okinawa. Os três idiomas são Miyako (nas ilhas Miyako), Yaeyama e Yonaguni (nas ilhas Yaeyama, do subgrupo Macro-Yaeyama). As línguas Macro-Yaeyama foram identificadas como "criticamente ameaçadas" pela UNESCO e Miyako como "definitivamente em perigo".
Todas as línguas ryukyuanas são oficialmente categorizadas como dialetos do japonês pelo governo do Japão apesar da ininteligibilidade mútua. Embora a maioria das línguas ryukyuanas tenha sido escrita usando escrita chinesa ou japonesa, as Ilhas Yaeyama nunca tiveram um sistema de escrita completo. Os ilhéus desenvolveram os Glifos Kaidā como um método simples para registrar nomes de família, itens e numerais para auxiliar na contabilidade fiscal. Este sistema foi usado até a introdução do ensino do idioma japonês no século XIX. Até hoje, a comunicação nas línguas Yaeyama ou Yonaguni é quase exclusivamente oral, e a comunicação escrita é feita em japonês.

## Reconstrução
Proto-Sakishima, a proto-língua ancestral às línguas ryukyuanas meridionais, foi reconstruída por Bentley (2008).